# John Albrechtson
John Robert Albrechtson (22 de julio de 1936-27 de agosto de 1985) fue un deportista sueco que compitió en vela en las clases Star y Tempest.
Participó en tres Juegos Olímpicos de Verano entre los años 1968 y 1976, obteniendo una medalla de oro en Montreal 1976 en la clase Tempest. Ganó dos medallas en el Campeonato Mundial de Star, oro en 1966 y bronce en 1971, y dos medallas en el Campeonato Europeo de Star, plata en 1968 y bronce en 1976.

## Palmarés internacional
| Campeonato Mundial | Campeonato Mundial                 | Campeonato Mundial | Campeonato Mundial |
| Año                | Lugar                              | Medalla            | Clase              |
| ------------------ | ---------------------------------- | ------------------ | ------------------ |
| 1966               | Kiel (RFA)                         | Medalla de oro     | Star               |
| 1971               | Estrecho de Puget (Estados Unidos) | Medalla de bronce  | Star               |
| Campeonato Europeo |                                    |                    |                    |
| Año                | Lugar                              | Medalla            | Clase              |
| 1968               | Nápoles (Italia)                   | Medalla de plata   | Star               |
| 1976               | Niza (Francia)                     | Medalla de bronce  | Star               |

| Juegos Olímpicos | Juegos Olímpicos  | Juegos Olímpicos | Juegos Olímpicos |
| Año              | Lugar             | Medalla          | Clase            |
| ---------------- | ----------------- | ---------------- | ---------------- |
| 1976             | Montreal (Canadá) | Medalla de oro   | Tempest          |